# Newtonovi kolobari
Newtonovi kolobari ili Newtonovi prstenovi su koncentrični tamni i svijetli kolobari (prstenovi) ili kolobari spektralnih boja, koji se pojavljuju zbog interferencije svjetlosti na Newtonovim staklima. Newtonova stakla su optički sustav planparalelne ploče i plankonveksne leće kojim se, nakon osvjetljavanja stakala, dobivaju Newtonovi kolobari. Newtonovi kolobari i pruge interferencije primjeri su interferencijskih slika nastalih slaganjem koherentnih snopova svjetlosti. Budući da razmaci među minimumima i maksimumima interferencijske slike ovise o valnoj duljini interferirajućih valova, moguće je, mjereći te razmake, odrediti valnu duljinu; obrnuto, kada se poznaje valna duljina, mogu se odrediti i razmaci.

## Objašnjenje
Stavimo na planparalelnu staklenu ploču plankonveksnu leću male jakosti. To su takozvana Newtonova stakla. Rasvijetlimo ta stakla Bunsenovim plamenikom koji je obojen natrijem. Između oka i Newtonovih stakla stavimo priklonjenu staklenu ploču SS koja odbija, ali ujedno i propušta svjetlost koja dolazi u oko. Svjetlost će se odbijati na staklima u točkama a i b, pa će između tih zraka postojati razlika u fazi. Pri tom moramo uzeti u obzir da prilikom refleksije na gušćem sredstvu, to jest u točki b, nastaje u fazi za λ/2. Posljedica će toga biti da ćemo u dotačištu stakala vidjeti crnu mrlju koju okružuju koncentrični svijetli i tamni kolobari (prstenovi), stisnuti sve više prema rubu stakala. Uzrok je u tome što zraka svjetlosti, koja se odbila u točki a, interferira sa zrakom, reflektiranom u b. U dotačištu nastane tamna mrlja zato što je na tom mjestu razmak ab = 0, pa se na primjer brijegovi valova, koji su odbijeni na prednjoj granici sloja zraka, sastaju s dolovima na stražnjoj granici i poništavaju. Nastaje, dakle, pomak faze od λ/2.
Označimo li debljinu sloja zraka na bilo kojem mjestu s d, pa je pomak faze δ između obiju zraka: 
{\displaystyle \delta ={\frac {\lambda }{2}}+2\cdot d}
Ako je:
{\displaystyle d={\frac {1\cdot \lambda }{2}};\,{\frac {3\cdot \lambda }{2}};\,{\frac {5\cdot \lambda }{2}};\,...{\frac {(17\cdot n+1)\cdot \lambda }{17}};\,}
onda je:
{\displaystyle \delta =\lambda ,\,2\cdot \lambda ,\,3\cdot \lambda ,\,4\cdot \lambda ,\,...}
pa interferencijom nastaju svijetli kolobari. Ako je: 
{\displaystyle d={\frac {2\cdot \lambda }{2}};\,{\frac {4\cdot \lambda }{2}};\,{\frac {6\cdot \lambda }{2}};\,...{\frac {2\cdot n\cdot \lambda }{2}};\,}
onda je:
{\displaystyle \delta ={\frac {3\cdot \lambda }{2}};\,{\frac {5\cdot \lambda }{2}};\,{\frac {7\cdot \lambda }{2}};{\frac {9\cdot n\cdot \lambda }{2}};\,...}
pa se interferencijom valovi poništavaju i nastaju tamni kolobari.
Newtonovi kolobari omogućuju da izmjerimo duljinu vala svjetlosti bilo koje boje. Najprije ćemo izračunati debljinu sloja zraka na bilo kojem mjestu. Ako je R polumjer zakrivljenosti sferne plohe plankonveksne leće, a r polumjer bilo kojeg kolobara, onda iz trokuta OEC izlazi:
{\displaystyle r^{2}=R^{2}-(R-d)^{2}=2\cdot R\cdot d-d^{2}}
Kako je polumjer zakrivljenosti R vrlo velik (oko 20 metara), to je d2 vrlo maleno prema 2 Rd, pa se može zanemariti. Stoga je debljina sloja zraka na mjestu izmjerenog kolobara:
{\displaystyle d={\frac {r^{2}}{2\cdot R}}}
Neka je N cijeli broj bilo paran ili neparan koji nam označuje broj svijetlog ili tamnog kolobara, mjerenog od dotačišta Newtonovih stakala. Tada je debljina sloja zraka na tom mjestu d = N λ/4, gdje je N = 1, 2, 3, 4, 5, 6,…, pa je:
{\displaystyle N\cdot {\frac {\lambda }{4}}={\frac {r^{2}}{2\cdot R}}}
a odatle je:
{\displaystyle \lambda =2\cdot {\frac {r^{2}}{N\cdot R}}}
Ako smo na primjer mjerenjem našli polumjer desetog (tamnog) kolobara r = 7,4 mm, a polumjer zakrivljenosti leće R = 20 m, onda je:
{\displaystyle \lambda =2\cdot {\frac {7,4^{2}}{10\cdot 20\,000}}=5\,476\cdot 10^{-7}\,\mathrm {mm} =54,76\cdot 10^{-9}\,\mathrm {mm} }
Osvijetlimo li Newtonova stakla bijelom svjetlošću, dotačište stakala će opet biti crno. Na drugim će se mjestima različite jednostavne boje različito oslabljivati zbog interferencije, pa će njihovim mješanjem nastati razne boje. Crna mrlja će biti okružena raznobojnim kolobarima.